# Allen Chastanet
Allen Michael Chastanet – polityk i przedsiębiorca branży hotelarsko-turystycznej, premier Saint Lucia od 7 czerwca 2016 do 28 lipca 2021. Lider konserwatywnej Zjednoczonej Partii Robotniczej od 2013.

## Życiorys

### Edukacja i kariera zawodowa
Ukończył ekonomię i nauki polityczne na Bishop's University w Quebecu (licencjat) oraz ekonomię bankowości i rozwoju na American University w Waszyngtonie.
W latach 1989–2006 zajmował się sprzedażą i marketingiem w kilku różnych firmach hotelarskich, był też wiceprezesem ds. sprzedaży i marketingu w liniach lotniczych Air Jamaica (1995–2003).

### Kariera polityczna
W latach 2006–2011 był członkiem Senatu oraz ministrem turystyki i lotnictwa cywilnego w rządach Johna Comptona i Stephensona Kinga. W wyborach w 2011 bez powodzenia kandydował do Izby Zgromadzenia. W lipcu 2013 wygrał wybory na przewodniczącego opozycyjnej Zjednoczonej Partii Robotniczej.
W czerwcu 2016 Zjednoczona Partia Robotnicza pod przywództwem Chastaneta wygrała wybory parlamentarne, zdobywając 11 na 17 miejsc w Izbie Zgromadzenia i odsuwając od władzy Partię Pracy Saint Lucia. 7 czerwca Chastanet został zaprzysiężony na premiera. We własnym rządzie objął również teki: finansów, wzrostu gospodarczego, zatrudnienia, spraw zagranicznych i służby publicznej.

## Życie prywatne
Jest żonaty, ma dwójkę dzieci: córkę i syna.